# Laurent Buffard
Laurent Buffard (Chemillé, 29 agosto 1963) è un allenatore di pallacanestro francese.

## Carriera
Ha guidato il Belgio ai Campionati europei del 2007.